# الیزر پاول کراوس
الیزر پاول کراوس (تولد ۱۹۰۰ یا ۱۹۰۴ – وفات ۱۹۴۴) خاورشناس و عرب‌شناس یهودی بود که در پراگ پایتخت جمهوری چک فعلی به دنیا آمد.او در اواخر دهه ۳۰ به قاهره مصر مهاجرت کرد و در سال ۱۹۴۴ در همین شهر با خودکشی به زندگی خود خاتمه داد.
در سال ۱۹۲۵ به عنوان یک هوادار و معتقد به صهیون به کیوتز در فلسطین رفت و بعد از یک سال به اورشلیم برای تحصیل در دانشگاه تازه تأسیس عبری نوین عزیمت کرد.
او در پراگ، برلین و پاریس نیز تحصیل کرد و دکترای خود را در سال ۱۹۲۹ دریافت نمود.
از او آثار زیادی از جمله "جابر ابن حیان" ، "شیمی" به فرانسوی باقی‌مانده‌است.